# سالوو رندونه
سالوو رندونه (ایتالیایی: Salvo Randone؛ ۲۵ سپتامبر ۱۹۰۶ – ۶ مارس ۱۹۹۱) بازیگر اهل ایتالیا بود. 
از فیلم‌ها یا برنامه‌های تلویزیونی که وی در آن نقش داشته است می‌توان به من، من، من… و دیگران، ستیریکون، طبقه کارگر به بهشت می‌رود، ترور، خاطرات خانواده، دست‌ها روی شهر، دو همسری، سالواتوره جولیانو، قطار شب به میلان و کشیش متأهل اشاره کرد. 
رندونه در سال ۱۹۶۲ برنده جایزه انجمن ملی فیلم ایتالیا بهترین بازیگر نقش مکمل مرد شده است.